# 贝加德瓦尔卡尔塞
贝加德瓦尔卡尔塞，是西班牙卡斯蒂利亚-莱昂莱昂省的一个市镇。 总面积69平方公里，总人口844人（001年），人口密度12人/平方公里。